# Boygenius

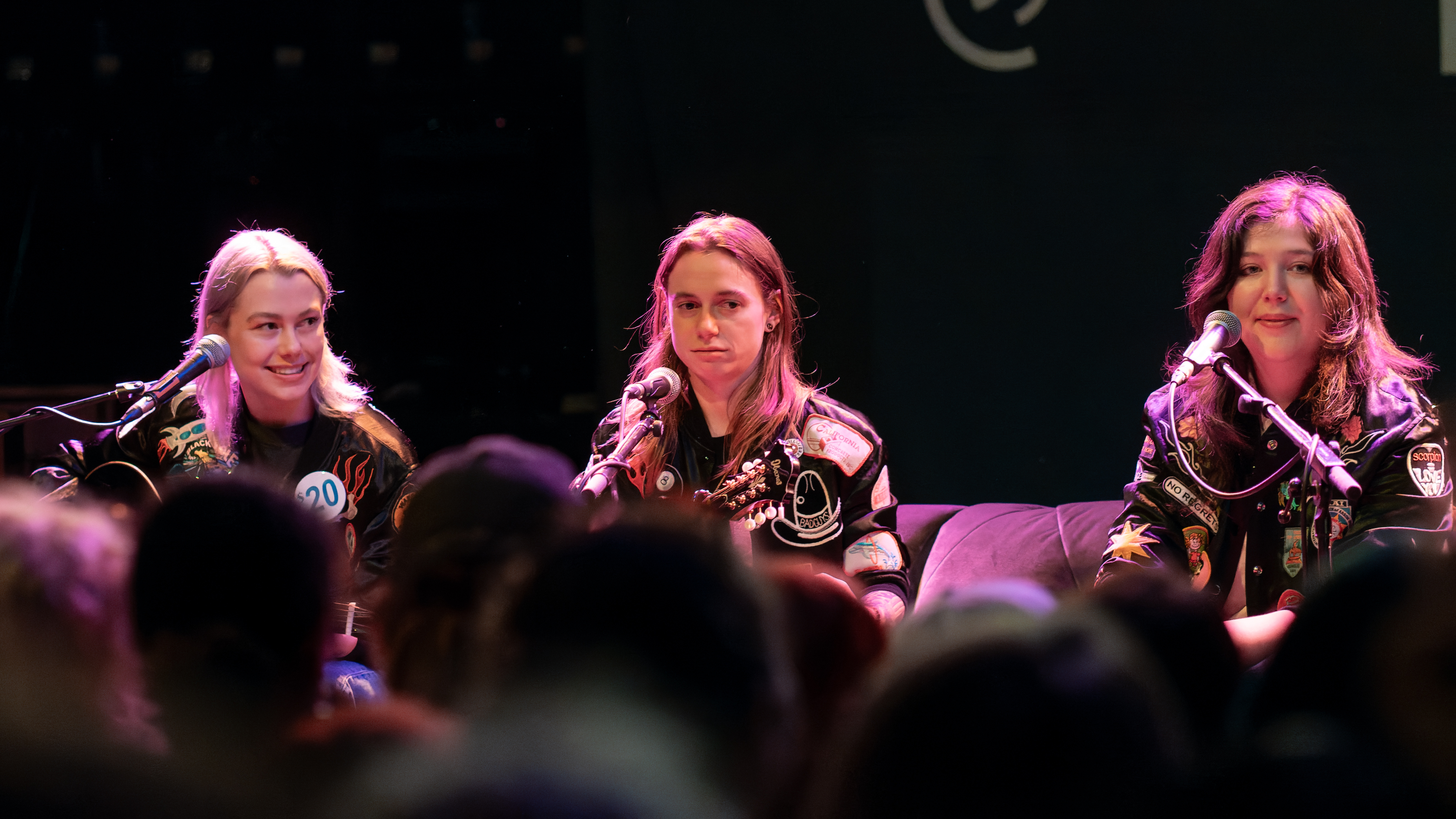
Boygenius 2023.

Boygenius (egentligen skrivit i enbart gemener) är en amerikansk s.k. supergrupp bildat 2018 av Julien Baker, Phoebe Bridgers och Lucy Dacus. Deras debutalbum The Record från 2023 har blivit kritikerhyllad.

## Biografi
Boygenius har sagt att de bildades av en slump eftersom alla medlemmar är fans till varandras musik. Men egentligen har både Phoebe Bridgers och Lucy Dacus varit förband till Julien Baker på dennes turné 2016 där de blev vänner.
Bandnamnet uppstod först som ett skämt och ett ord de använde i studion för att uppmuntra varandra. Eftersom samtliga i gruppen haft negativa upplevelser med män som samarbetspartners och ständigt fått höra att det är dessa män som är "genierna" i sammanhangen. Första EP:n Boygenius från 2018 gjordes därför med enbart kvinnliga medarbetare.
Mellan åren 2019 och 2021 gjorde bandet väldigt lite eftersom deras respektive solokarriärer gick väldigt bra. Men den 31 mars 2023 släpptes deras första fullängdare The Record. Den skulle mötas av en nästintill enad hyllad kritikerkår.
Skådespelaren Kristen Stewart har regisserat tre av bandets musikvideos.

## Diskografi

### Album
- 2023 – The Record

### Singlar
- 2018 – Boygenius (EP)
- 2020 – Boygenius (Demos) (EP)
- 2023 – $20
- 2023 – Emily I'm Sorry
- 2023 – True Blue
- 2023 – Not Strong Enough
- 2023 – The Rest (EP)[8]